# آکیهیسا اوکادا
آکیهیسا اوکادا (ژاپنی: 岡田 明久؛ زادهٔ ۲۸ سپتامبر ۱۹۹۴) یک بازیکن فوتبال اهل ژاپن است.
از باشگاه‌هایی که در آن بازی کرده‌است می‌توان به باشگاه فوتبال میتو هولیهوک اشاره کرد.